# Erica brachialis
Erica brachialis är en ljungväxtart som beskrevs av Richard Anthony Salisbury. Erica brachialis ingår i släktet klockljungssläktet, och familjen ljungväxter. Inga underarter finns listade i Catalogue of Life.